# Chalcis colpotis
Chalcis colpotis är en stekelart som beskrevs av Burks 1977. Chalcis colpotis ingår i släktet Chalcis och familjen bredlårsteklar. Inga underarter finns listade i Catalogue of Life.